# Tarjeta de Cruce Fronterizo

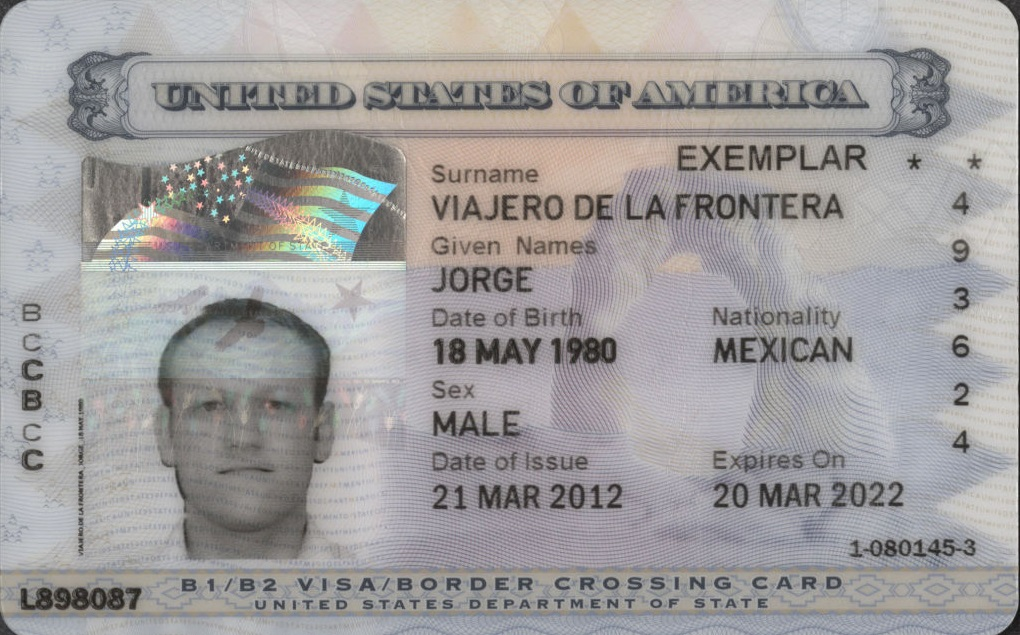
El frente de la versión actualizada de la Tarjeta de Cruce Fronterizo

Una Tarjeta de Cruce Fronterizo (Border Crossing Card, o BCC por sus siglas en inglés) es un documento de identidad utilizado por nacionales de México para entrar a los Estados Unidos. Como documento independiente, la BCC permite su titular para visitar las áreas de frontera de los Estados Unidos cuando entra por tierra o mar directamente desde México hasta por 30 días. El documento también funciona como visa B1/B2 cuando se presenta con un pasaporte mexicano válido, para entrada a cualquier parte de los Estados Unidos por cualquier medio de transporte.

## Historia
Desde 1953, México y los Estados Unidos han acordado hacer acuerdos especiales para los nacionales mexicanos quiénes cruzan la frontera entre Estados Unidos y México al área inmediata para promover la estabilidad económica de la región. El 12 de noviembre de 1953, los dos países llegaron a un acuerdo respecto del área de frontera, el cual incluyó una provisión que deja a nacionales mexicanos quiénes residieron cerca de la frontera para ser emitidas tarjetas de identificación de cruce fronterizo. Estas tarjetas podrían ser utilizadas para múltiples ocasiones para admisión durante la validez de la tarjeta.
En el año 1982, la zona fronteriza que puede ser visitado con una BCC estuvo definido como el área dentro de 25 millas (40 km) de la frontera. En el año 1999, la porción de la zona en Arizona fue expandida a 75 millas (121 km) de la frontera. En el año 2004, el periodo permitido de estancia en la zona fronteriza con una BCC fue ampliado de 72 horas a 30 días. En el año 2013, la porción de la zona en Nuevo México fue expandida a 55 millas (89 km) de la frontera o hasta la Interestatal 10.

## Elegibilidad
La BCC es emitido sólo a mexicanos residiendo en México y por las misiones diplomáticas de EE. UU. en dicho país. Los solicitantes tienen que satisfacer los mismos requisitos que una visa B, incluyendo demostrando sus lazos a México que les obligaría para regresar después de una estancia provisional en los Estados Unidos.

## Descripción
La primera generación de BCC's legibles por máquina, conocidos como "visas láser", fue producido desde el 1 de abril de 1998 hasta el 30 de septiembre de 2008. El documento laminado de tamaño de una tarjeta de crédito es tanto una BCC y una visa de visitante B1/B2. Las tarjetas son válidas para viajar hasta la fecha de expiración en el frente de la tarjeta, normalmente diez años después de la emisión. Son casi idénticos a la generación anterior de la tarjeta de residente permanente.
El 1 de octubre de 2008, marcó el principio de la producción de una segunda generación de visa B1/B2/BCC. La nueva tarjeta es similar en medida a la vieja BCC, pero contiene mejoras tecnológicas y gráficas. La original BCC fue producido por el hoy extinto Servicio de Inmigración y Naturalización pero la tarjeta actual es producido por el Departamento de Estado. Es virtualmente idéntico a la tarjeta de pasaporte de los Estados Unidos, el cual es emitido a nacionales de los Estados Unidos para los propósitos de cruces fronterizos de tierra y de mar, en su composición de diseño general. La tarjeta incluye un chip RFID y un circuito contactless integrado en la misma tarjeta y es parte del mismo sistema PASS como la tarjeta de pasaporte.

## Uso
Como documento independiente, la BCC deja su titular visitar las siguientes áreas fronterizas de los Estados Unidos cuando entra por tierra o mar, hasta por 30 días:
- California dentro de 25 millas (40 km) de la frontera
- Arizona dentro de 75 millas (121 km) de la frontera
- Nuevo México dentro de 55 millas (89 km) de la frontera o hasta la Interestatal 10, cualquiera que esté más allá al norte
- Texas dentro de 25 millas (40 km) de la frontera

Cuando presenta con un pasaporte mexicano, la BCC funciona como una visa B, aceptado para entrada a cualquier parte de los Estados Unidos por cualquier medio de transporte.